# Fałszowanie pieniędzy
Ten artykuł należy dopracować:

przedstawiono sytuację tylko z polskiej perspektywy – artykuł powinien być przekrojowy.
Pomóż go poprawić. 

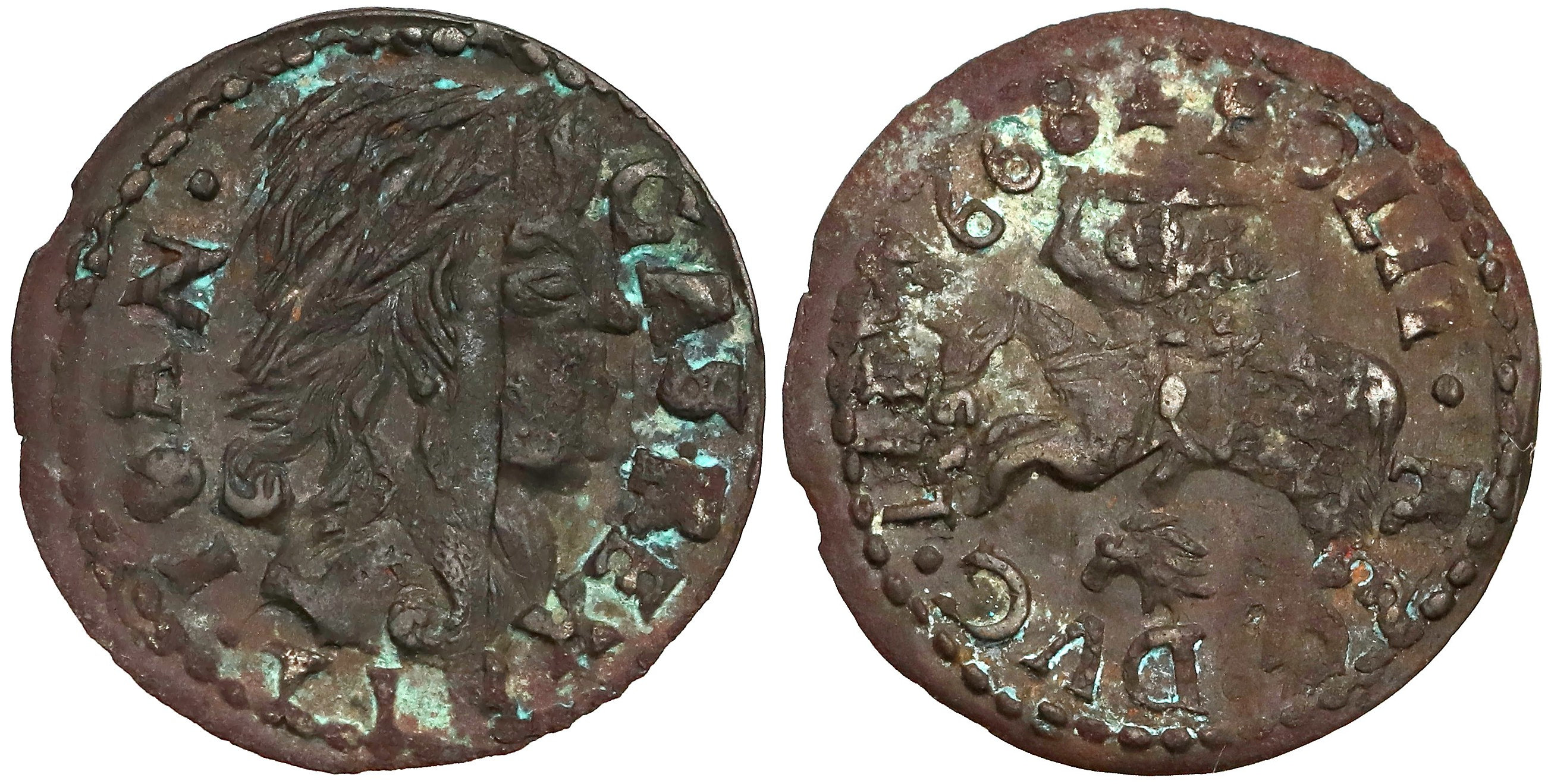
Podrobiona moneta (boratynka)

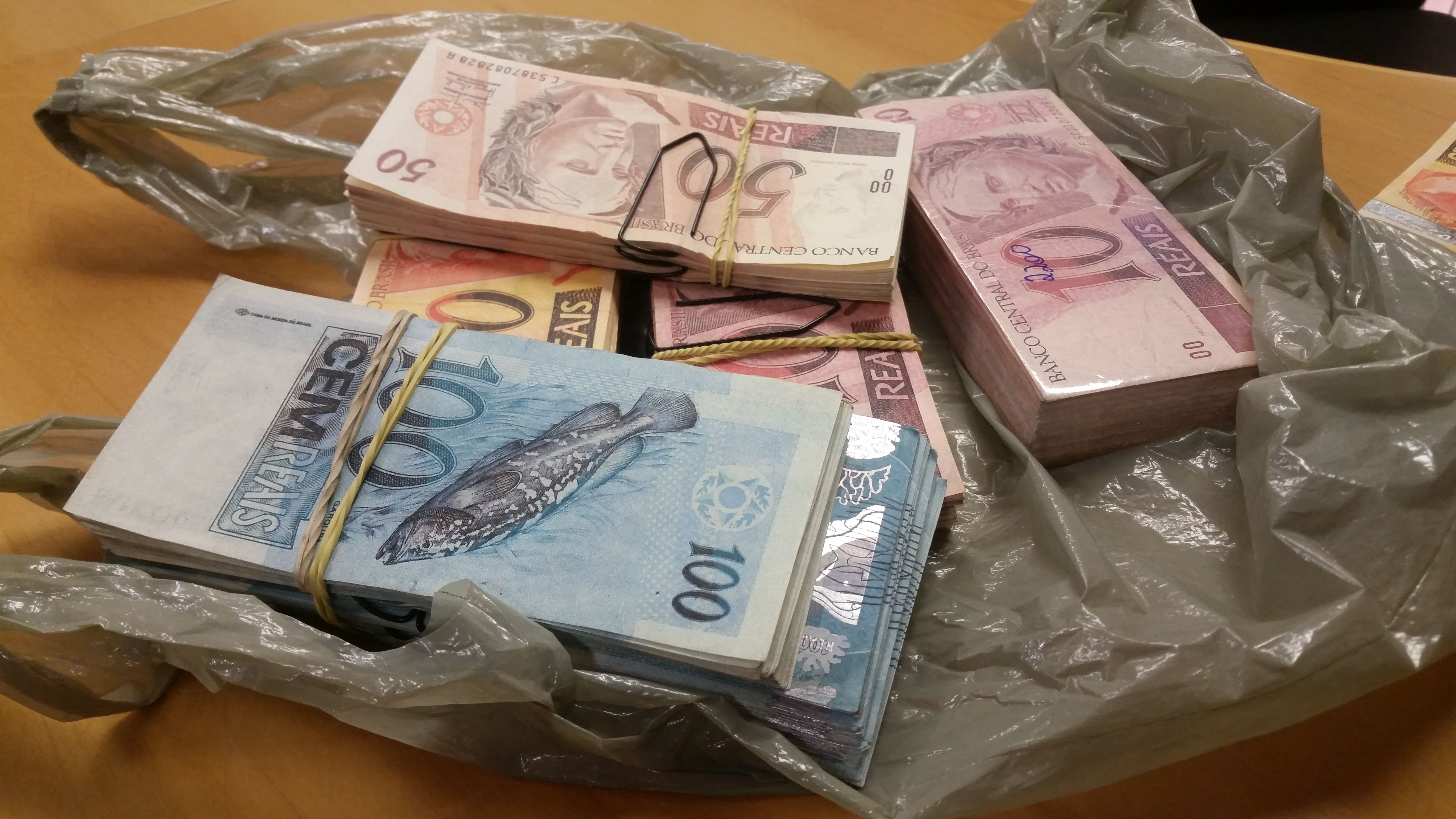
Podrobione banknoty (reale brazylijskie)

Fałszowanie pieniędzy – przestępstwo polegające na podrabianiu lub przerabianiu pieniędzy, innego środka płatniczego, polskiego albo obcego znaku pieniężnego, który został ustalony jako prawny środek płatniczy, jednak nie został jeszcze wprowadzony do obiegu, albo dokumentu uprawniającego do otrzymania sumy pieniężnej albo zawierającego obowiązek wypłaty kapitału, odsetek, udziału w zyskach albo stwierdzenie uczestnictwa w spółce lub usuwaniu z pieniędzy, innego środka płatniczego albo z takiego dokumentu oznak umorzenia.
Podrobienie polega na wytworzeniu imitacji z zamiarem wprowadzenia w błąd potencjalnego użytkownika. Obojętny jest przy tym rodzaj techniki zastosowanej przy podrobieniu – może to być sporządzenie wydruku komputerowego, odbitki kserograficznej, rysunku, zdjęcia lub odcisku pieczęci.
Przerobienie polega na zmianie treści autentycznego pieniądza lub dokumentu poprzez nadanie mu cech dających pozór innej wartości, przeznaczenia.
Usunięcie oznaki umorzenia to pozbawienie unieważnionych pieniędzy lub dokumentów cech wskazujących na ich umorzenie, co prowadzi do przywrócenia możliwości ponownego ich użycia w obrocie gospodarczym.
Przestępstwo fałszowania pieniędzy nie zależy od ich wyprodukowanej liczby i istnieje już z chwilą wytworzenia jednego fałszywego egzemplarza niezależnie od tego, czy został on puszczony w obieg czy nie.
Pieniądzem jest prawny środek płatniczy dowolnego kraju. Nie jest więc fałszowaniem pieniędzy podrabianie lub przerabianie numizmatów i innych dokumentów o wartości wyłącznie kolekcjonerskiej. Nie wyklucza to odpowiedzialności za inne przestępstwo np. za oszustwo w razie próby zbycia takiego egzemplarza jako autentycznego. Innymi środkami płatniczymi są weksle (także niezupełne), czeki, akredytywy, polecenia wypłat i przekazy, natomiast pozostałymi dokumentami, które mogą stanowić przedmiot omawianego przestępstwa, są akcje, obligacje, świadectwa depozytowe.
Fałszerz, który puszcza w obieg sfałszowane przez siebie pieniądze odpowiada wyłącznie za fałszerstwo. Puszczanie w obieg stanowi bowiem wykorzystanie owoców pierwszego przestępstwa i jako takie jest czynem współkaranym następczym w ramach zbiegu pomijalnego przestępstw.
W rozumieniu art. 310 k.k. przed 23 maja 2016 r. pieniądz był w istocie rzeczy utożsamiany ze znakiem pieniężnym.
Umowa międzynarodowa o ściganiu w tego przestępstwa została podpisana w Genewie 20 kwietnia 1929 r..